# Młynek (Zbrojów)
Młynek – część wsi Zbrojów w Polsce, położona w województwie świętokrzyskim, w powiecie skarżyskim, w gminie Bliżyn.
W latach 1975–1998 Młynek administracyjnie należał do województwa kieleckiego.